# Benh Zeitlin
Benjamin Harold "Benh" Zeitlin (14 de octubre, New York de 1982) es un director de cine estadounidense, compositor y animador. Es reconocido por su película, de 2012, Bestias del sur salvajes. 

## Datos biográficos
Zeitlin nació en Manhattan y se crio en Sunnyside, Queens, Nueva York, y en las afueras de Hastings-on-Hudson, Nueva York. Se graduó en la Universidad de Wesleyan en Middletown, Connecticut. Es hijo de los folkloristas Mary Amanda Dargan y Steven Joel "Steve" Zeitlin, fundador de Lore City en Nueva York.
Su padre es descendientes de judíos rusos y su madre, natural de Darlington, Carolina del Sur, proviene de una familia protestante.

## Carrera cinematográfica de Benh Zeitlin
Fue cofundador, en 2004, de la asociación de cineastas independientes Court 13, nombre de una descuidada pista de squash en la Universidad de Wesleyan que Zeitlin y sus amigos utilizaban como plató de filmación. Se trasladó a Nueva Orleáns mientras rodaba su primer cortometraje, Glory at Sea (Gloria en el mar), en 2008. 

### Bestias del sur salvajes
En 2012, su primer largometraje, Beasts of the Southern Wild (Bestias del sur salvajes) ganó el premio Cámara de oro en el Festival de Cannes y el Gran Premio del Jurado Dramático en el Festival de Cine de Sundance, y el Gran Premio del Jurado en el Festival de cine estadounidense de Deauville.
La película ganó el  Premio del Público a la mejor Película en el Festival de cine de Los Ángeles y el  Premio al Mejor Director en el Festival Internacional de Cine de Seattle. Zeitlin también recibió un premio humanitario por su trabajo en los Satellite Awards de 2012.
Por su trabajo como director y guionista en Bestias, Zeitlin también ha recibido diferentes premios y galardones.
En los Gotham Independent Film Awards de 2012, ganó el premio "Breakthrough Director". En la misma ceremonia Zeitlin recibió, en su primera edición, el premio Bingham Ray, creado en honor del director independiente muerto en 2012.
Zeitlin también ganto Humanitas Prize (como director y guionista junto con Lucy Alibar), entre otros premios.
Bestias del sur salvajes fue nominada en cuatro categorías en los Premios Óscar de la Academia de Cine de Estados Unidos en su 85.ª edición: Mejor película, Mejor director Mejor actriz (Quvenzhané Wallis) y Mejor Guion Adaptado (Lucy Alibar, Benh Zeitlin) basado en Juicy and Delicious de la misma Lucy Alibar.

## Filmografía
- Glory at Sea (2008) (short film)
- Beasts of the Southern Wild (2012)
- Wendy (2020)

## Premios y distinciones
Premios Óscar
| Año  | Categoría      | Película                    | Resultado |
| ---- | -------------- | --------------------------- | --------- |
| 2013 | Mejor director | Beasts of the Southern Wild | Nominado  |

Festival Internacional de Cine de Cannes
| Año  | Categoría                                      | Película                | Resultado |
| ---- | ---------------------------------------------- | ----------------------- | --------- |
| 2012 | Cámara de Oro                                  | Bestias del sur salvaje | Ganador   |
| 2012 | Premios FIPRESCI                               | Bestias del sur salvaje | Ganador   |
| 2012 | Premio del Jurado Ecuménico - Mención especial | Bestias del sur salvaje | Ganador   |